# Les Ternes
Les Ternes sont une commune française située dans le département du Cantal, en région Auvergne-Rhône-Alpes.

## Géographie

### Localisation

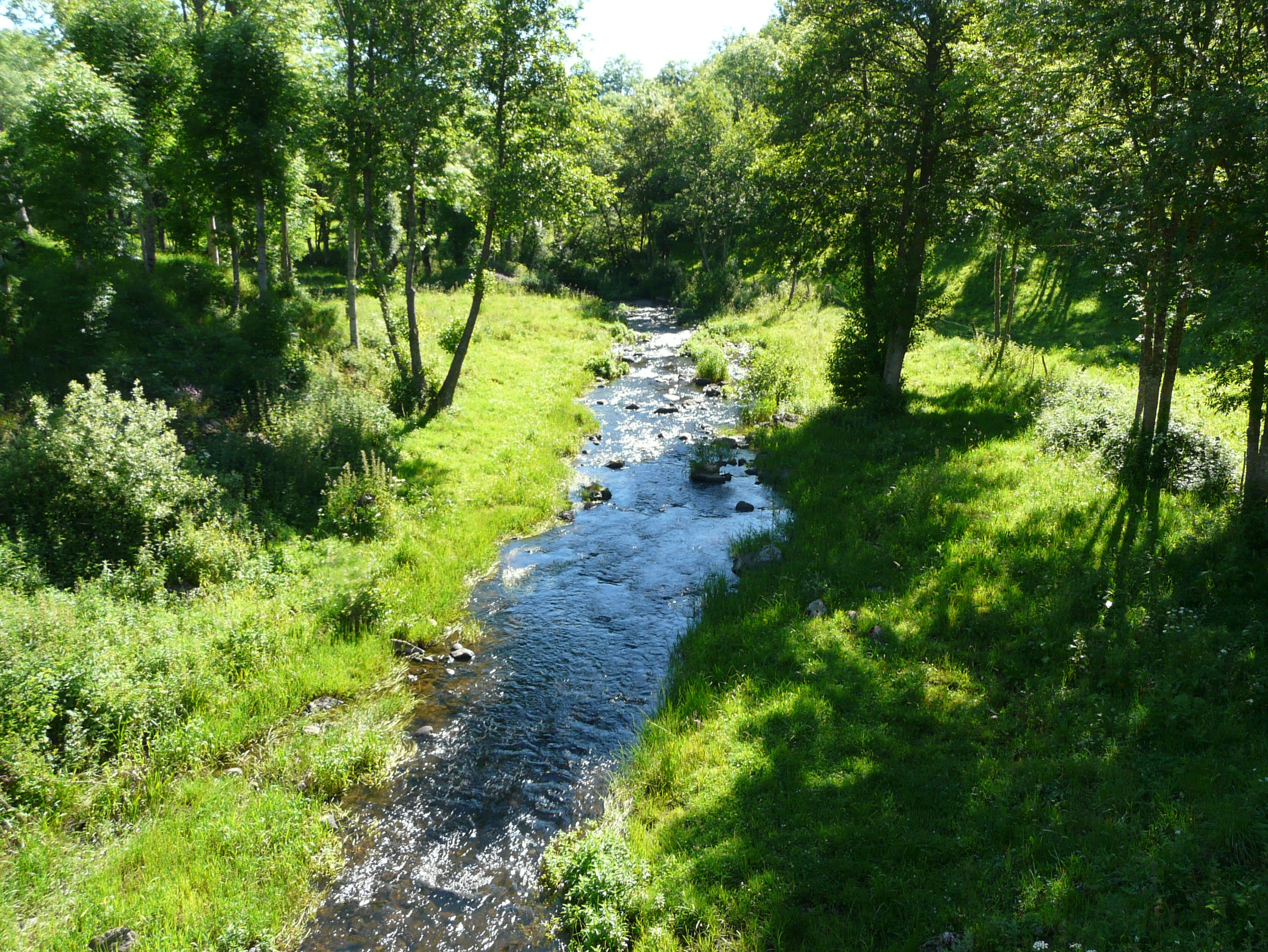
Le ruisseau de Jurol au sud-ouest du bourg des Ternes.

La commune des Ternes, traversée par le 45e parallèle nord, est de ce fait située à égale distance du pôle Nord et de l'équateur terrestre (environ 5 000 km).
C'est une commune du Massif central située sur le ruisseau de Jurol et la planèze de Saint-Flour, haut plateau formé par l'ancien volcan du Cantal, entre Saint-Flour et Chaudes-Aigues.

### Communes limitrophes
Les Ternes sont limitrophes de cinq autres communes.
Les communes limitrophes sont Cussac, Paulhac, Tanavelle, Villedieu et Neuvéglise-sur-Truyère.
|         | Tanavelle              |           |
| Paulhac | des Ternes             | Villedieu |
| Cussac  | Neuvéglise-sur-Truyère |           |

### Climat
Pour des articles plus généraux, voir Climat d'Auvergne-Rhône-Alpes et Climat du Cantal.
En 2010, le climat de la commune est de type climat océanique altéré, selon une étude du CNRS s'appuyant sur une série de données couvrant la période 1971-2000. En 2020, Météo-France publie une typologie des climats de la France métropolitaine dans laquelle la commune est exposée à un climat de montagne ou de marges de montagne et est dans la région climatique Ouest et nord-ouest du Massif Central, caractérisée par une pluviométrie annuelle de 900 à 1 500 mm, maximale en automne et en hiver.
Pour la période 1971-2000, la température annuelle moyenne est de 8,2 °C, avec une amplitude thermique annuelle de 15,3 °C. Le cumul annuel moyen de précipitations est de 881 mm, avec 10,2 jours de précipitations en janvier et 7 jours en juillet. Pour la période 1991-2020, la température moyenne annuelle observée sur la station météorologique de Météo-France la plus proche, sur la commune de Saint-Flour à 7 km à vol d'oiseau, est de 8,8 °C et le cumul annuel moyen de précipitations est de 800,3 mm,. Pour l'avenir, les paramètres climatiques de la commune estimés pour 2050 selon différents scénarios d'émission de gaz à effet de serre sont consultables sur un site dédié publié par Météo-France en novembre 2022.

## Urbanisme

### Typologie
Au 1er janvier 2024, Les Ternes sont catégorisées commune rurale à habitat dispersé, selon la nouvelle grille communale de densité à 7 niveaux définie par l'Insee en 2022.
Elle est située hors unité urbaine. Par ailleurs la commune fait partie de l'aire d'attraction de Saint-Flour, dont elle est une commune de la couronne,. Cette aire, qui regroupe 36 communes, est catégorisée dans les aires de moins de 50 000 habitants,.

### Occupation des sols
L'occupation des sols de la commune, telle qu'elle ressort de la base de données européenne d’occupation biophysique des sols Corine Land Cover (CLC), est marquée par l'importance des territoires agricoles (88,5 % en 2018), une proportion sensiblement équivalente à celle de 1990 (88,9 %). La répartition détaillée en 2018 est la suivante : 
prairies (61 %), zones agricoles hétérogènes (27,5 %), forêts (8,7 %), zones urbanisées (1,7 %), milieux à végétation arbustive et/ou herbacée (1 %). L'évolution de l’occupation des sols de la commune et de ses infrastructures peut être observée sur les différentes représentations cartographiques du territoire : la carte de Cassini (XVIIIe siècle), la carte d'état-major (1820-1866) et les cartes ou photos aériennes de l'IGN pour la période actuelle (1950 à aujourd'hui).

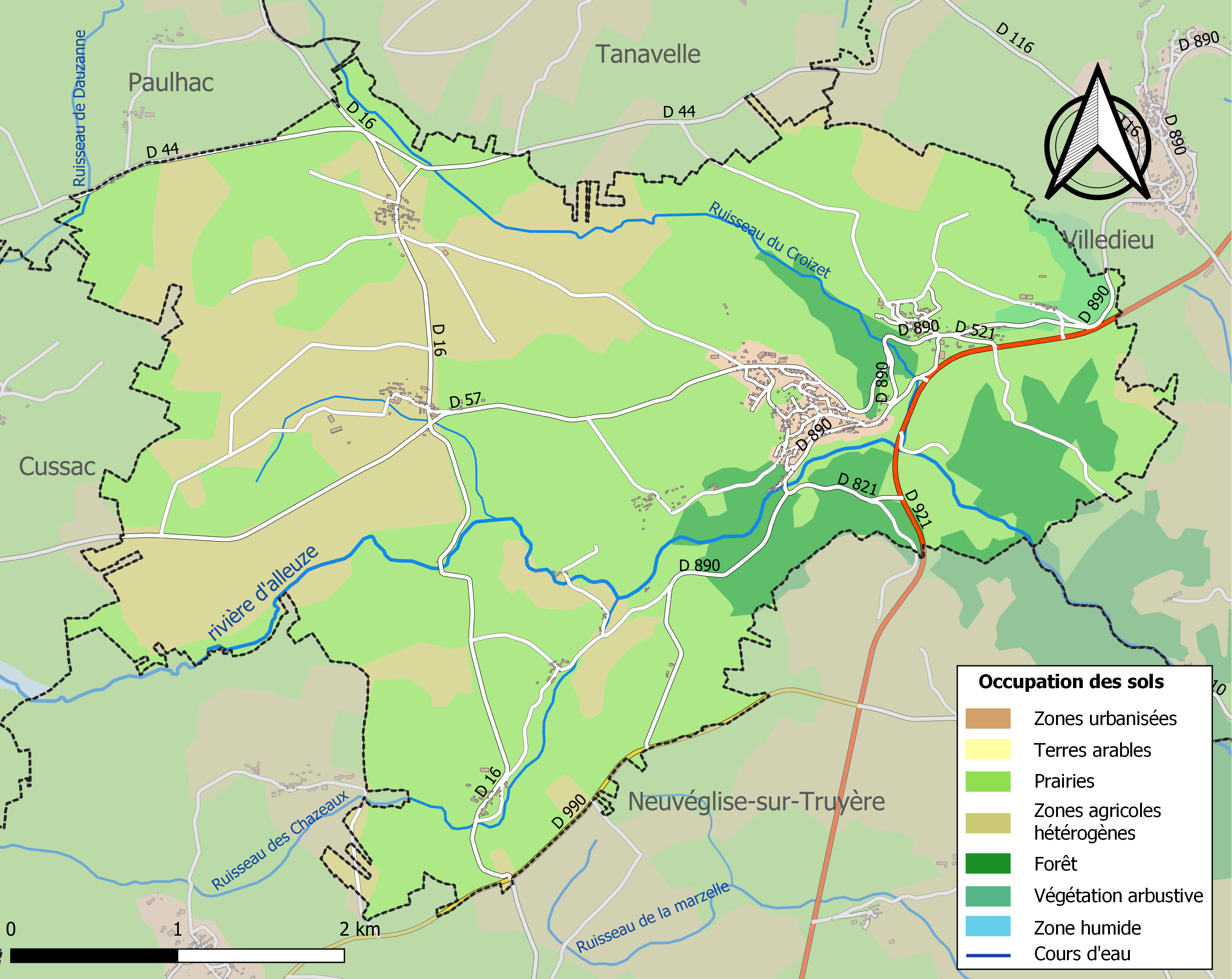
Carte des infrastructures et de l'occupation des sols de la commune en 2018 (CLC).

### Habitat et logement
En 2018, le nombre total de logements dans la commune était de 326, alors qu'il était de 324 en 2013 et de 293 en 2008.
Parmi ces logements, 75,9 % étaient des résidences principales, 13,6 % des résidences secondaires et 10,5 % des logements vacants. Ces logements étaient pour 91,3 % d'entre eux des maisons individuelles et pour 8,7 % des appartements.
Le tableau ci-dessous présente la typologie des logements aux Ternes en 2018 en comparaison avec celle du Cantal et de la France entière. Une caractéristique marquante du parc de logements est ainsi une proportion de résidences secondaires et logements occasionnels (13,6 %) inférieure à celle du département (20,4 %) mais supérieure à celle de la France entière (9,7 %). Concernant le statut d'occupation de ces logements, 78,6 % des habitants de la commune sont propriétaires de leur logement (80,7 % en 2013), contre 70,4 % pour le Cantal et 57,5 pour la France entière.
| Typologie                                               | Les Ternes | Cantal | France entière |
| ------------------------------------------------------- | ---------- | ------ | -------------- |
| Résidences principales (en %)                           | 75,9       | 67,7   | 82,1           |
| Résidences secondaires et logements occasionnels (en %) | 13,6       | 20,4   | 9,7            |
| Logements vacants (en %)                                | 10,5       | 11,9   | 8,2            |

## Histoire
Un ancien château des Ternes a été rasé en 1573 sur ordre de M. de Canillac. L'actuel château, situé dans le bourg, a été reconstruit au début du XVIe siècle, en même temps qu'était construite la seconde tour latérale. La tour qui avait été abaissée a été reconstruite au XXe siècle. Le château comporte un corps de logis cantonné de deux grosses tours rondes, avec un donjon carré au milieu.
La seigneurie des Ternes a, depuis le XIVe siècle, longtemps appartenu à deux familles : les Lastic, comme héritiers de la famille d'Henry, et les d'Espinchal, comme héritiers de la famille des Ternes.

## Politique et administration
| Période                                  | Période  | Identité      | Étiquette | Qualité      |
| ---------------------------------------- | -------- | ------------- | --------- | ------------ |
| Les données manquantes sont à compléter. |          |               |           |              |
|                                          |          |               |           |              |
| mars 2001                                | En cours | Sylvie Portal | SE        | Agricultrice |

## Population et société

### Démographie

#### Évolution démographique
L'évolution du nombre d'habitants est connue à travers les recensements de la population effectués dans la commune depuis 1793. Pour les communes de moins de 10 000 habitants, une enquête de recensement portant sur toute la population est réalisée tous les cinq ans, les populations de référence des années intermédiaires étant quant à elles estimées par interpolation ou extrapolation. Pour la commune, le premier recensement exhaustif entrant dans le cadre du nouveau dispositif a été réalisé en 2005.

En 2022, la commune comptait 567 habitants, en évolution de −3,57 % par rapport à 2016 (Cantal : −1,08 %, France hors Mayotte : +2,11 %).
| 1793  | 1800  | 1806  | 1821 | 1831  | 1836 | 1841 | 1846 | 1851 |
| ----- | ----- | ----- | ---- | ----- | ---- | ---- | ---- | ---- |
| 1 107 | 1 026 | 1 070 | 913  | 1 043 | 931  | 987  | 891  | 737  |

| 1856 | 1861 | 1866 | 1872 | 1876 | 1881 | 1886 | 1891 | 1896 |
| ---- | ---- | ---- | ---- | ---- | ---- | ---- | ---- | ---- |
| 621  | 725  | 684  | 655  | 610  | 605  | 704  | 741  | 729  |

| 1901 | 1906 | 1911 | 1921 | 1926 | 1931 | 1936 | 1946 | 1954 |
| ---- | ---- | ---- | ---- | ---- | ---- | ---- | ---- | ---- |
| 715  | 683  | 665  | 574  | 574  | 581  | 550  | 515  | 504  |

| 1962 | 1968 | 1975 | 1982 | 1990 | 1999 | 2005 | 2006 | 2010 |
| ---- | ---- | ---- | ---- | ---- | ---- | ---- | ---- | ---- |
| 509  | 459  | 428  | 425  | 450  | 455  | 524  | 522  | 575  |

| 2015 | 2020 | 2022 | - | - | - | - | - | - |
| ---- | ---- | ---- | - | - | - | - | - | - |
| 589  | 568  | 567  | - | - | - | - | - | - |

#### Pyramide des âges
La population de la commune est plus jeune que celle du département. En 2020, le taux de personnes d'un âge inférieur à 30 ans s'élève à 33,1 %, soit un taux supérieur à la moyenne départementale (26,7 %). À l'inverse, le taux de personnes d'un âge supérieur à 60 ans (26,6 %) est inférieur au taux départemental (36,3 %).
En 2020, la commune comptait 292 hommes pour 276 femmes, soit un taux de 51,41 % d'hommes, supérieur au taux départemental (48,84 %).
Les pyramides des âges de la commune et du département s'établissent comme suit :
| Hommes | Classe d’âge | Femmes |
| ------ | ------------ | ------ |
| 1,0    | 90 ou +      | 1,4    |
| 8,2    | 75-89 ans    | 5,4    |
| 17,5   | 60-74 ans    | 19,6   |
| 21,9   | 45-59 ans    | 22,1   |
| 17,5   | 30-44 ans    | 19,2   |
| 15,1   | 15-29 ans    | 12,0   |
| 18,8   | 0-14 ans     | 20,3   |

| Hommes | Classe d’âge | Femmes |
| ------ | ------------ | ------ |
| 1,2    | 90 ou +      | 3,1    |
| 10,1   | 75-89 ans    | 13,5   |
| 22,9   | 60-74 ans    | 22,6   |
| 21,8   | 45-59 ans    | 20,5   |
| 16,1   | 30-44 ans    | 15,2   |
| 13,8   | 15-29 ans    | 11,9   |
| 14,2   | 0-14 ans     | 13,3   |

## Économie
Le taux de chômage en 2005 était de 5,1 % et en 1999 il était de 10,3 %. Les retraités et les préretraités représentaient 20 % de la population en 2005 et 21,5 % en 1999. Le taux d'activité était de 76,9 % en 2005 et de 72,3 % en 1999.

## Culture locale et patrimoine

### Lieux et monuments
- Le château des Ternes, datant du XVe siècle et restauré au début du XXe siècle, est inscrit au titre des monuments historiques depuis 2008[18]. Situé dans le bourg, il a été vendu en 1973 à la commune qui assure sa visite et y organise des expositions.
- L'église Saint-Martin date du XVe siècle mais son chevet est orné de modillons du XIIe siècle. Elle est inscrite au titre des monuments historiques depuis 1926[19].
- L'intersection du 45e parallèle nord et du 3e méridien à l'est de Greenwich se trouve sur le territoire de la commune (voir le Degree Confluence Project).
- Le dolmen d'Alleuzet, qui date du Néolithique, est inscrit au titre des monuments historiques depuis 1986[20].
- Le dolmen du Bois Grand situé dans la forêt à proximité de la D 921.

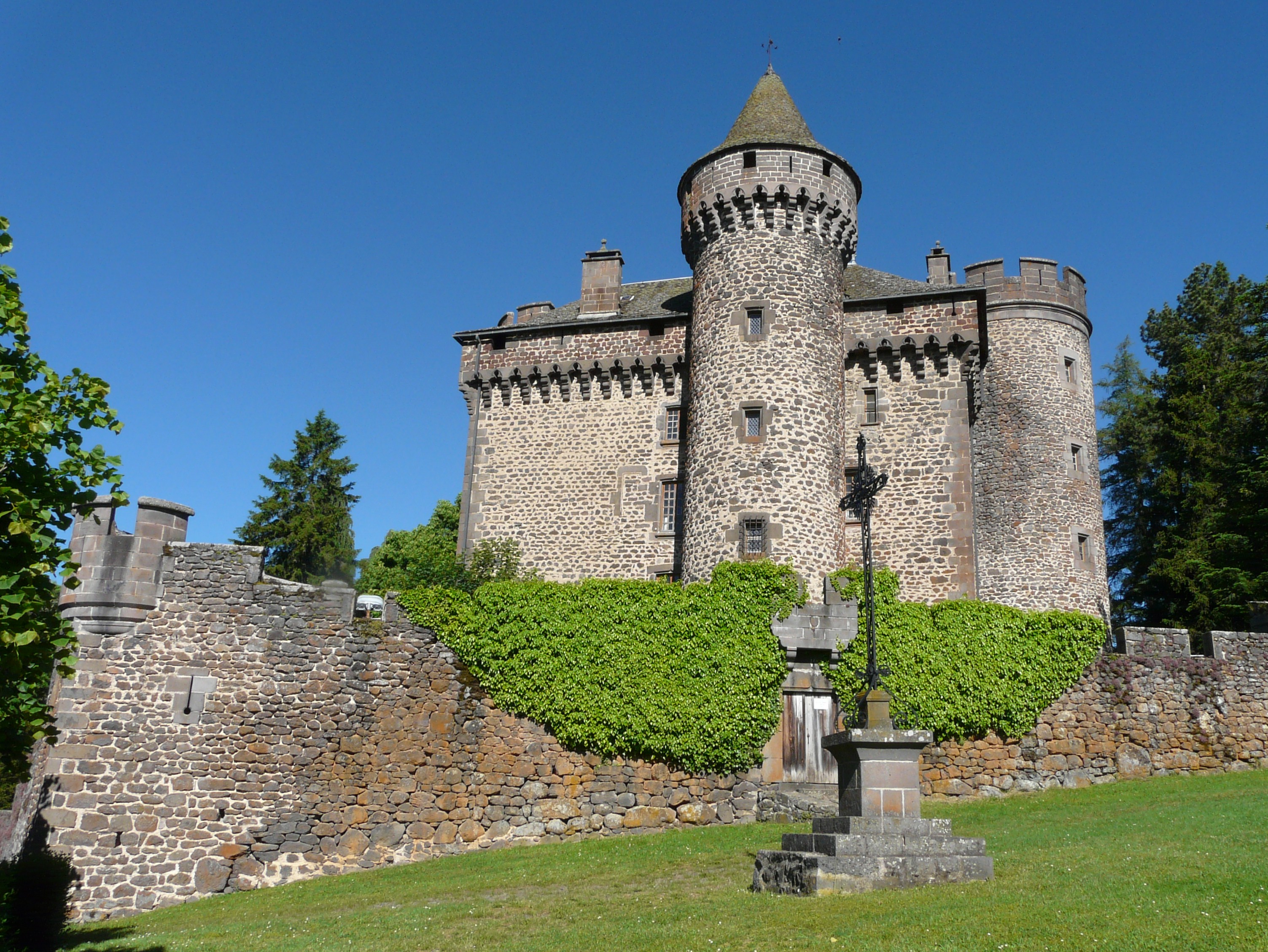
Le château des Ternes.
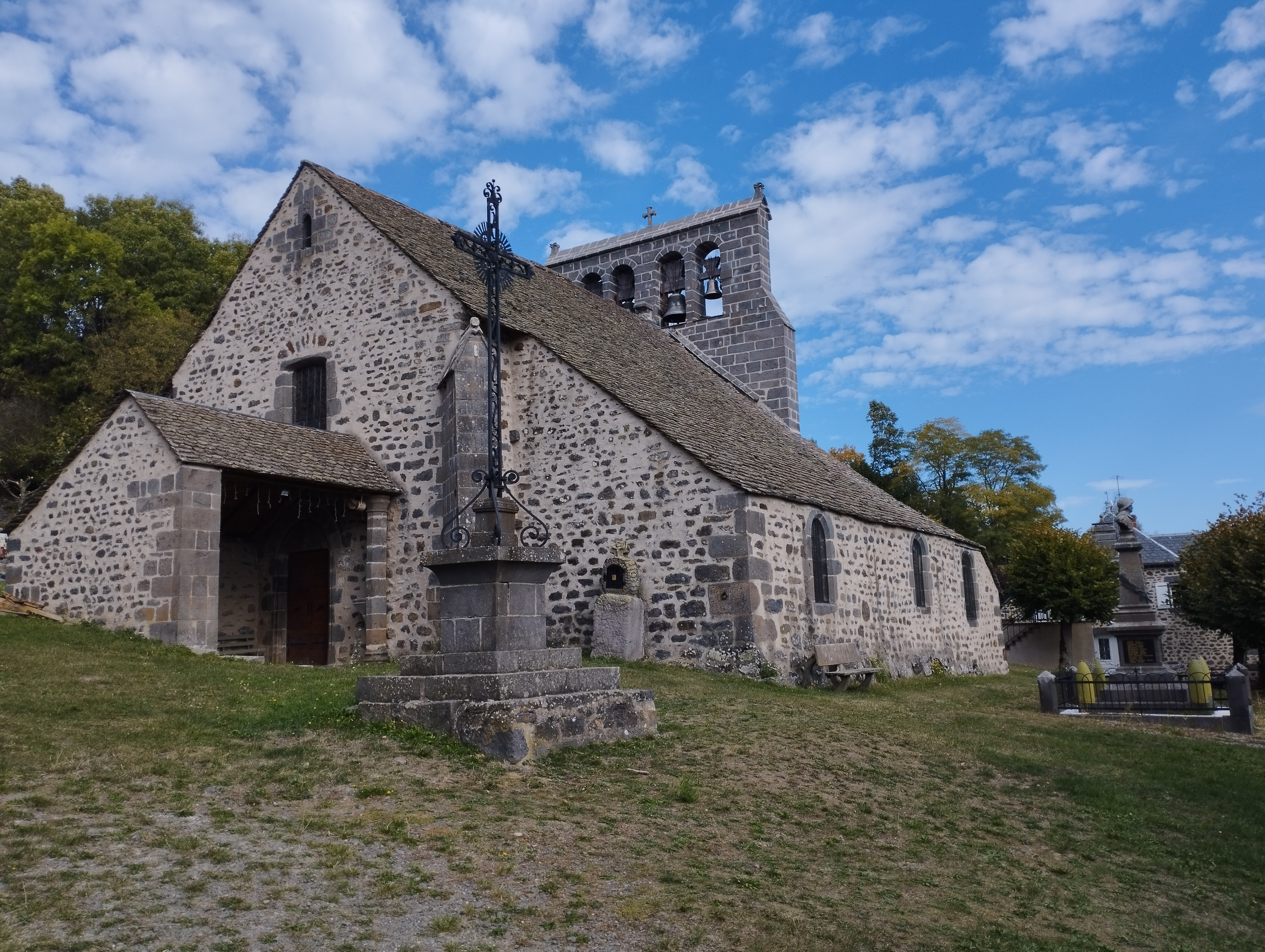
L'église Saint-Martin.
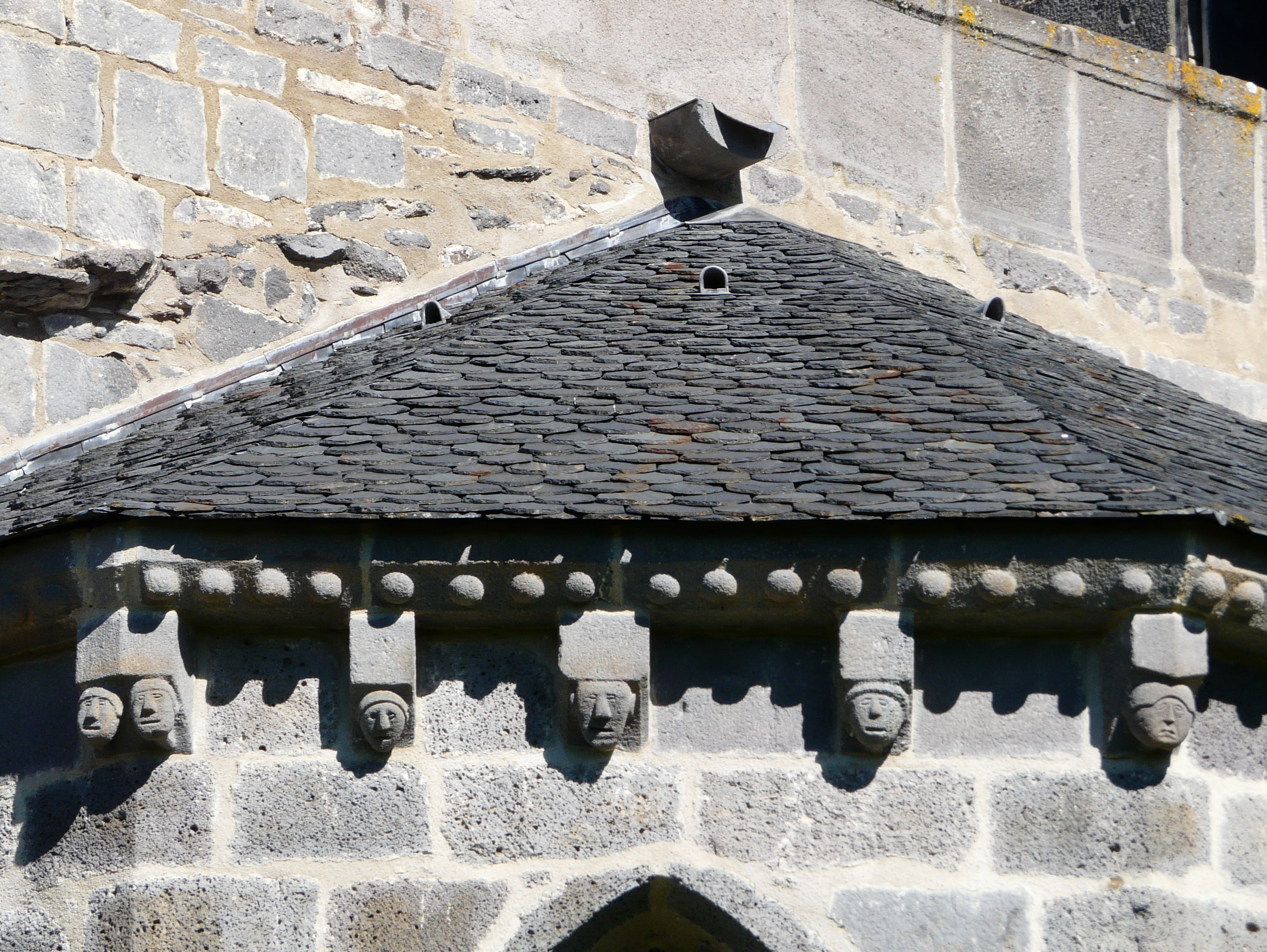
Modillons du chevet.
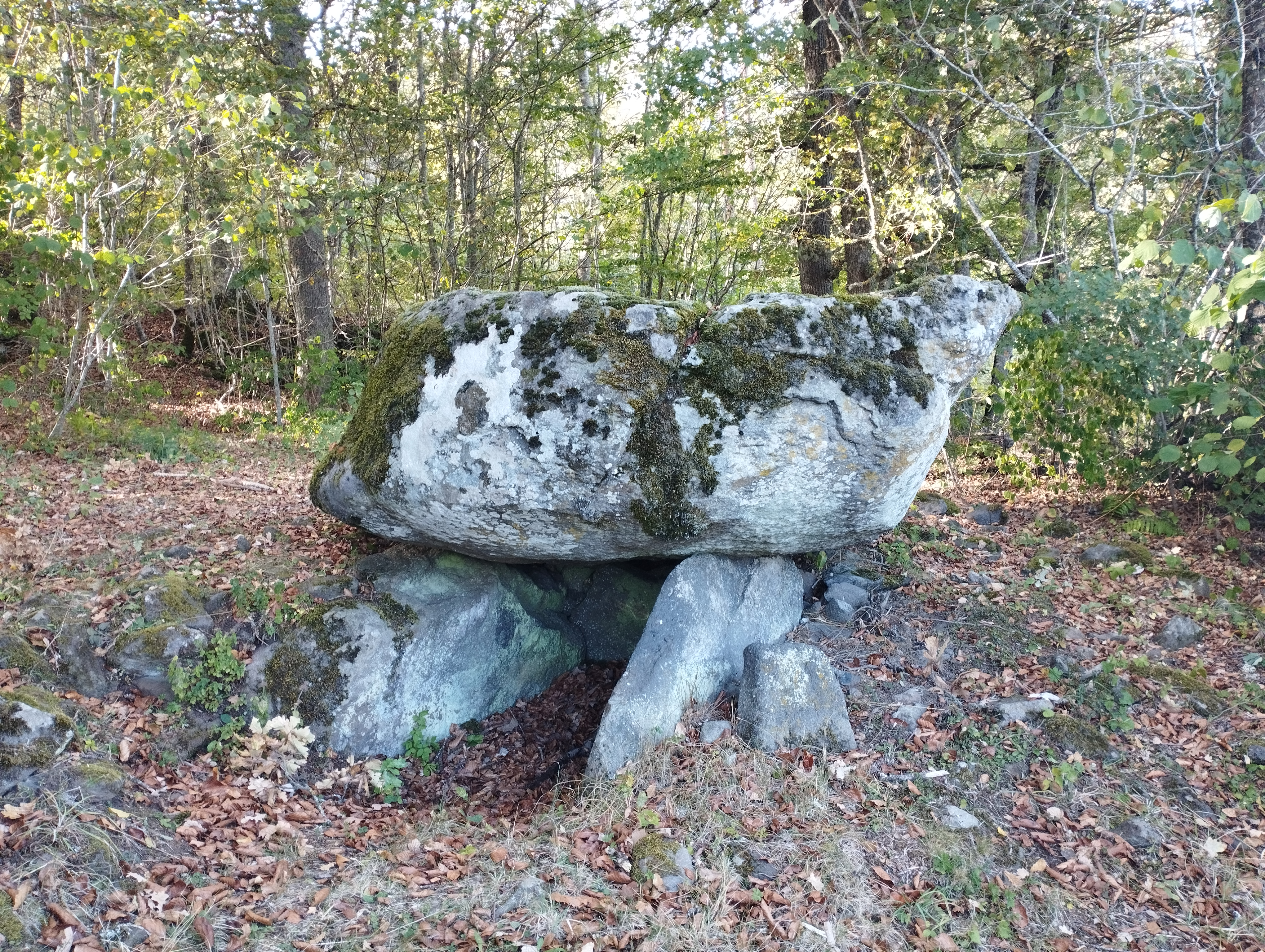
Le dolmen du Bois Grand.

### Personnalités liées à la commune
- René Érignac (1909-2002), haut fonctionnaire, père de Claude Érignac, né aux Ternes.

### Héraldique
| Blason | Blasonnement : D'azur au griffon d'or accompagné de trois épis de blé du même. Commentaires : Armes de la famille d'Espinchal. |